# 蔓虎刺
蔓虎刺（学名：Mitchella undulata），为茜草科蔓虎刺属下的一个植物种。